# Liga Uruguaya de Básquetbol 2025-26
La Liga Uruguaya de Básquetbol de 2025-26 será la XXIII edición de la competencia de más alta categoría entre clubes de básquetbol de Uruguay organizada por la FUBB.
En esta edición participarán un total de 12 equipos, tal y como se jugó la temporada anterior.

## Formato
El torneo comenzara con una fase regular donde se jugaran dos ruedas todos contra todos. Una vez en condición de local y otra en condición de visitante.
Luego de culminada la fase regular, la tabla se divide en dos para la disputa de dos hexagonales.
Los seis primeros ya habrán clasificado directo a playoffs, pero jugarán una rueda extra (de nuevo, todos contra todos) para definir los puestos del uno al seis de postemporada.
Los seis equipos de abajo jugarán otro hexagonal en el que se definirá quienes son los dos equipos que pierdan la categoría (y jueguen la Liga de Ascenso 2027) y quiénes los dos que clasifiquen a play-in, para disputar los últimos dos cupos a playoffs.
Los play-in se disputarán entre los dos primeros equipos del segundo hexagonal y los dos finalistas de la Organización de Básquetbol del Litoral (OBL): el séptimo de la LUB contra el subcampeón de la OBL, y el octavo de la LUB contra el campeón del litoral.
Luego de los play-in, comenzaran a desarrollarse los play-offs, con sus respectivos cuartos de final, semifinales y finales.
Los cuartos de final y las semifinales serán al mejor de 5 partidos. Mientras que la final será al mejor de 7 partidos.

## Equipos participantes
| Club           | Ascendido por                                  |
| -------------- | ---------------------------------------------- |
| Goes           | Campeón de la Liga Uruguaya de Ascenso 2024    |
| Unión Atlética | Subcampeón de la Liga Uruguaya de Ascenso 2024 |

| Club      | Descendido por                                 |
| --------- | ---------------------------------------------- |
| Urupan    | Perdió partido desempate por el descenso.      |
| Trouville | 6.º lugar en la Rueda Reclasificatoria 2024-25 |

### Información equipos
| Equipo                | Ciudad     | Gimnasio                          | Capacidad | Fundación                | Temporadas | Ligas | Subtítulos | 2024-25          |
| --------------------- | ---------- | --------------------------------- | --------- | ------------------------ | ---------- | ----- | ---------- | ---------------- |
| Aguada                | Montevideo | Gimnasio Aguada                   | 1.635     | 28 de febrero de 1922    | 21         | 4     | 4          | Subcampeón       |
| Biguá                 | Montevideo | Gimnasio Biguá                    | 1.200     | 14 de abril de 1931      | 21         | 4     | 2          | Cuartos de final |
| Cordón                | Montevideo | "Gimnasio Julio Zito"             | 1.000     | 8 de mayo de 1944        | 12         | 0     | 0          | Cuartos de final |
| Defensor Sporting     | Montevideo | ''Gimnasio Óscar Magurno''        | 800       | 14 de septiembre de 1910 | 22         | 2     | 4          | Semifinales      |
| Goes                  | Montevideo | ''Plaza de las Misiones''         | 3.000     | 10 de abril de 1934      | 13         | 0     | 0          | Ascenso          |
| Hebraica Macabi       | Montevideo | Gimnasio Hebraica                 | -         | 25 de mayo de 1939       | 18         | 4     | 1          | Cuartos de final |
| Malvín                | Montevideo | ''Gimnasio Juan Francisco Canil'' | 900       | 28 de enero de 1938      | 21         | 5     | 3          | Semifinales      |
| Nacional              | Montevideo | Polideportivo Gran Parque Central | 800       | 14 de mayo de 1899       | 10         | 1     | 2          | Campeón          |
| Peñarol               | Montevideo | Palacio Cr. Gastón Guelfi         | 4.500     | 13 de septiembre de 1913 | 5          | 0     | 1          | Cuartos de final |
| Unión Atlética        | Montevideo | Gimnasio Club Unión Atlética      | 2.000     | 29 de julio de 1921      | 12         | 0     | 0          | Ascenso          |
| Urunday Universitario | Montevideo | ''Gimnasio Cr. Osvaldo Dohir''    | 270       | 16 de agosto de 1931     | 8          | 0     | 0          | Reclasificatorio |
| Welcome               | Montevideo | ''Gimnasio Óscar Magurno''        | 900       | 13 de octubre de 1926    | 13         | 0     | 0          | Reclasificatorio |

## Play-offs
|  | Cuartos de final (M5) | Cuartos de final (M5) | Cuartos de final (M5) |  |  | Semifinales (M5) | Semifinales (M5) | Semifinales (M5) |  |  | Finales (M7) | Finales (M7) | Finales (M7) |  |
|  |                       |                       |                       |  |  |                  |                  |                  |  |  |              |              |              |  |
|  |                       |                       |                       |  |  |                  |                  |                  |  |  |              |              |              |  |
|  | 1                     |                       |                       |  |  |                  |                  |                  |  |  |              |              |              |  |
|  |                       |                       |                       |  |  |                  |                  |                  |  |  |              |              |              |  |
|  | PI                    |                       |                       |  |  |                  |                  |                  |  |  |              |              |              |  |
|  |                       |                       |                       |  |  |                  |                  |                  |  |  |              |              |              |  |
|  |                       |                       |                       |  |  |                  |                  |                  |  |  |              |              |              |  |
|  |                       |                       |                       |  |  |                  |                  |                  |  |  |              |              |              |  |
|  | 4                     |                       |                       |  |  |                  |                  |                  |  |  |              |              |              |  |
|  |                       |                       |                       |  |  |                  |                  |                  |  |  |              |              |              |  |
|  | 5                     |                       |                       |  |  |                  |                  |                  |  |  |              |              |              |  |
|  |                       |                       |                       |  |  |                  |                  |                  |  |  |              |              |              |  |
|  |                       |                       |                       |  |  |                  |                  |                  |  |  |              |              |              |  |
|  |                       |                       |                       |  |  |                  |                  |                  |  |  |              |              |              |  |
|  | 2                     |                       |                       |  |  |                  |                  |                  |  |  |              |              |              |  |
|  |                       |                       |                       |  |  |                  |                  |                  |  |  |              |              |              |  |
|  | PI                    |                       |                       |  |  |                  |                  |                  |  |  |              |              |              |  |
|  |                       |                       |                       |  |  |                  |                  |                  |  |  |              |              |              |  |
|  |                       |                       |                       |  |  |                  |                  |                  |  |  |              |              |              |  |
|  |                       |                       |                       |  |  |                  |                  |                  |  |  |              |              |              |  |
|  | 3                     |                       |                       |  |  |                  |                  |                  |  |  |              |              |              |  |
|  |                       |                       |                       |  |  |                  |                  |                  |  |  |              |              |              |  |
|  | 6                     |                       |                       |  |  |                  |                  |                  |  |  |              |              |              |  |
|  |                       |                       |                       |  |  |                  |                  |                  |  |  |              |              |              |  |
|  |                       |                       |                       |  |  |                  |                  |                  |  |  |              |              |              |  |

| Equipo 1    | Serie | Equipo 2    | 1.º Juego | 2.º Juego | 3.ºJuego | 4.º Juego | 5.º Juego |
| ----------- | ----- | ----------- | --------- | --------- | -------- | --------- | --------- |
| Por definir | –     | Por definir | -         | -         | -        | -         | -         |
| Por definir | –     | Por definir | -         | -         | -        | -         | -         |
| Por definir | –     | Por definir | -         | -         | -        | -         | -         |
| Por definir | –     | Por definir | -         | -         | -        | -         | -         |

| Equipo 1    | Serie | Equipo 2    | 1.º Juego | 2.º Juego | 3.º Juego | 4.º Juego | 5.º Juego |
| ----------- | ----- | ----------- | --------- | --------- | --------- | --------- | --------- |
| Por definir | –     | Por definir | -         | -         | -         | -         | -         |
| Por definir | –     | Por definir | -         | -         | -         | -         | -         |

| Equipo 1    | Serie | Equipo 2    | 1.º Juego | 2.º Juego | 3.º Juego | 4.º Juego | 5.º Juego | 6.º Juego | 7.º Juego |
| ----------- | ----- | ----------- | --------- | --------- | --------- | --------- | --------- | --------- | --------- |
| Por definir | –     | Por definir | -         | -         | -         | -         | -         | -         | -         |

| Campeón de la Liga Uruguaya Por definir . título. |